# Parque Central Torre

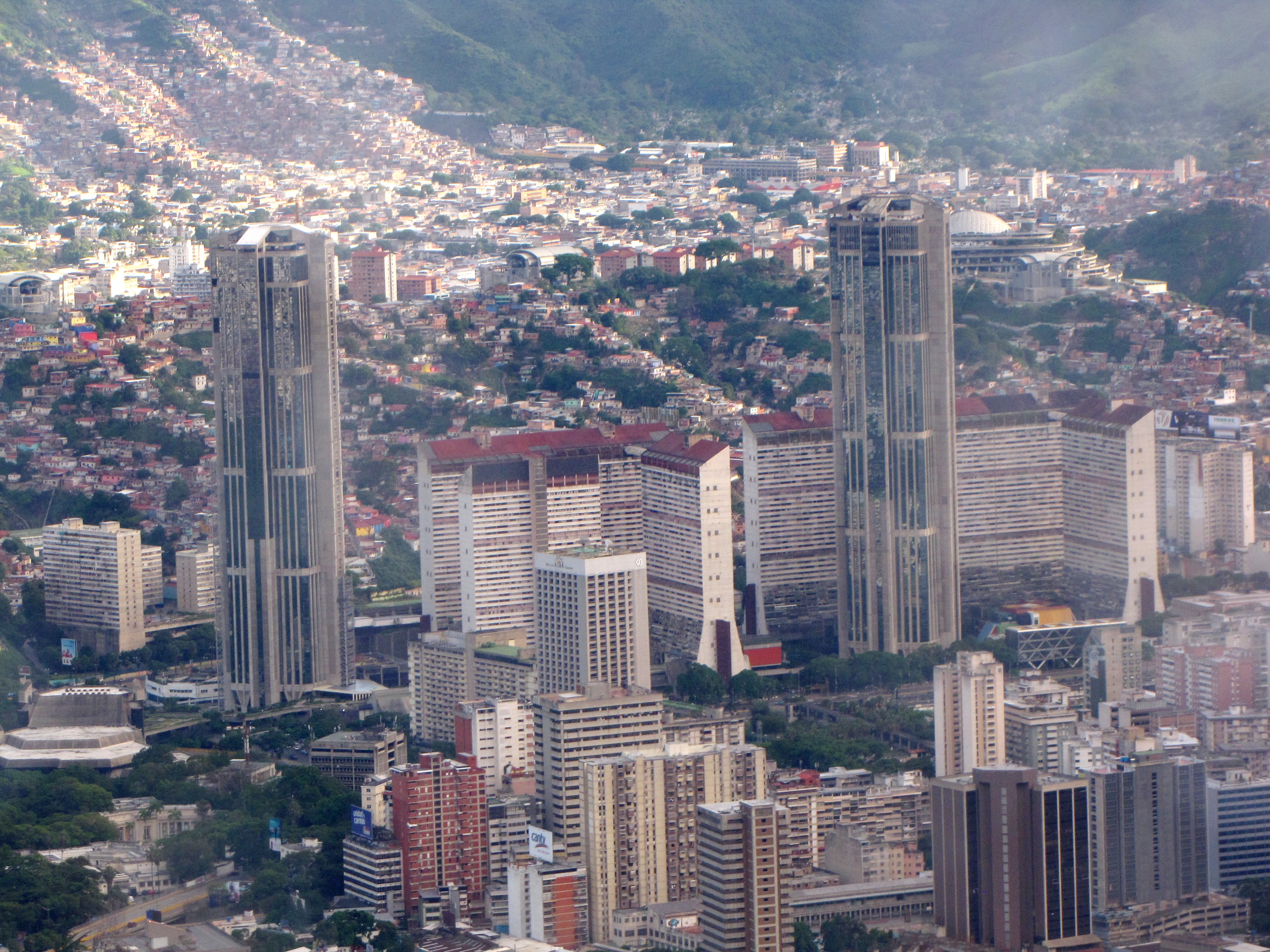
Parque Central Torre

O Complexo Urbano Parque Central (em castelhano: Complejo Urbanístico Parque Central) é um desenvolvimento habitacional, comercial, cultural, recreativo e financeiro, localizado em Caracas, Venezuela. 
Dentro estão as Torres Gêmeas do Parque Central, que durante mais de dois décadas foram os maiores edifícios de América Latina desde 1979 até 2003. Também está o Museu das Crianças de Caracas e o Museu de Arte Contemporânea de Caracas.